# Extracts from the Film A Hard Day's Night
Extracts from the Film A Hard Day's Night är en EP-skiva av den brittiska rockgruppen The Beatles, utgiven den 4 november 1964. Alla sånger från EP-skivan finns med på albumet A Hard Day's Night och i gruppens första film, A Hard Day's Night (i Sverige kallad Yeah! Yeah! Yeah!).

## Låtlista
- Alla sånger är skrivna av John Lennon och Paul McCartney.

| 1. | "I Should Have Known Better" | John Lennon                 | 2:43 |
| 2. | "If I Fell"                  | John Lennon, Paul McCartney | 2:19 |

| 1.           | "Tell Me Why"    | John Lennon, Paul McCartney | 2:09 |
| 2.           | "And I Love Her" | Paul McCartney              | 2:30 |
| Total längd: | Total längd:     | Total längd:                | 9:41 |